# JA高崎ハム
JA高崎ハム株式会社（ジェイエイたかさきハム、英名JA Takasakiham co.,ltd.）は、群馬県高崎市に本社を持つ、かつて存在した農業協同組合系食品加工メーカー。1937年創業、2006年設立。
同社製品の販売区域は北海道を除く東日本である。
2022年4月1日付でJA全農ミートフーズへ吸収合併され、JA高崎ハムは解散。加工部門は同年1月14日に設立したJA高崎ハムファクトリーが継承する。

## 歴史
- 1937年10月 -  群馬畜産加工組合を設立する。
- 1938年10月 -  ブランド名を「高崎ハム」とする。
- 1950年8月 -  農業協同組合法に基づいて「群馬畜産加工販売農業協同組合連合会」を設立して業務を継承する。
- 2005年11月 -  群畜連の子会社の高崎ハム販売株式会社の全株式をＪＡ全農が取得しJA高崎ハム株式会社に改称した[3]。
- 2006年1月 -  「JA高崎ハム株式会社」として事業を開始する。
- 2022年4月 - JA全農ミートフーズへ吸収合併され、JA高崎ハムは解散。

## 主な商品
- ハム
- ベーコン
- ウインナー
  - 職人仕込72ウィンナー

など

## 事業所
- 本社（群馬県高崎市）
- 品川営業所 （東京都品川区）
- 千葉営業所（千葉県千葉市稲毛区）
- 茨城営業所（茨城県東茨城郡茨城町）
- 群馬営業所（群馬県前橋市）
- 西群馬営業所（群馬県渋川市）
- 長岡営業所（新潟県長岡市）
- 福島営業所（福島県郡山市）
- 山形営業所（山形県天童市）
- 栃木出張所（栃木県宇都宮市）
- 食肉部（群馬県佐波郡玉村町）
- 玉村商品センター（群馬県佐波郡玉村町）

## かつての提供番組
- テレポートTBS6（TBSテレビ）

ほか